# Schleid, Thüringen
Schleid är en kommun och ort i Wartburgkreis i förbundslandet Thüringen i Tyskland.
Kommunen ingår i förvaltningsgemenskapen Geisa tillsammans med kommunerna Buttlar, Geisa och Gerstengrund.